# Мамоновка (река, впадает в Калининградский залив)
Мамоновка (пол. Banówka — Банувка; нем. Bahnau) — река в России и Польше, протекает по территории Калининградской области и Варминьско-Мазурского воеводства соответственно. Устье реки находится в Калининградском заливе. Длина реки — 51 км, площадь водосборного бассейна — 311 км².
На правом берегу расположен посёлок Зеленодольское.

## Притоки
- По левому берегу впадает река Голуба[4].
- В 6 км от устья, по левому берегу впадает река Витушка.
- В 8 км от устья, по левому берегу впадает река Игнатьевка.
- По правому берегу впадает река Вильки[4].

## Данные водного реестра
По данным государственного водного реестра России относится к Балтийскому бассейновому округу, водохозяйственный участок реки — Преголя. Относится к речному бассейну реки Неман и рекам бассейна Балтийского моря (российская часть в Калининградской области).
Код объекта в государственном водном реестре — 01010000212104300010923.